# Saint-Denis-lès-Martel
Saint-Denis-lès-Martel là một xã thuộc tỉnh Lot tây nam Pháp. Xã có diện tích 7,93 km², dân số theo điều tra năm 1999 là 362 người. Khu vực này có độ cao trung bình 120 mét trên mực nước biển.